# Liriomyza antiquaria
Liriomyza antiquaria är en tvåvingeart som beskrevs av Spencer 1977. Liriomyza antiquaria ingår i släktet Liriomyza och familjen minerarflugor. Inga underarter finns listade i Catalogue of Life.